# Comore Air Force
La Comore Air Force, in italiano Aeronautica militare delle Comore, è l'attuale aeronautica militare delle Comore e parte integrante dell'Armée nationale de développement, le forze armate comoresi. 
Essa è una delle più piccole forze aeree del mondo.

## Aeromobili in uso
| Aeromobile                   | Origine     | Tipo                        | Versione (denominazione locale) | In servizio (2018) | Note |  |
| Aerei da trasporto           |             |                             |                                 |                    | |  |
| Let L 410 Turbolet           | Rep. Ceca   | aereo da trasporto          | LET-410UVPE-20                  | 1                  | 2 consegnati. |  |
| Cessna 402 Utilitwin         | Stati Uniti | aereo da trasporto VIP      | C402B                           | 1                  | In dotazione alla Gendarmeria, ma utilizzati anche per compiti paramilitari.                                       |  |
| Aerei da addestramento       |             |                             |                                 |                    | |  |
| Aermacchi SF-260             | Italia      | aereo da addestramento COIN | SF-260W Warrior                 | ?                  | 3 consegnati alla Gendarmeria, utilizzati anche per compiti paramilitari, non è certo se siano ancora in servizio. |  |
| Elicotteri                   |             |                             |                                 |                    | |  |
| Aérospatiale AS 350 Écureuil | Francia     | elicottero utility          | AS 350B                         | 1                  | 1 consegnato. |  |
| Mil Mi-14 Haze               | Russia      | SAR                         | Mi-14Pzh Haze-C                 | 1                  | 2 consegnati. |  |